# Doryphoribius koreanus
Doryphoribius koreanus är en djurart som tillhör fylumet trögkrypare, och som beskrevs av Moon, Kim och Bertolani 1994. Doryphoribius koreanus ingår i släktet Doryphoribius och familjen Hypsibiidae. Inga underarter finns listade i Catalogue of Life.